# ジャーマル・ボイキン
ジャーマル・ボイキン（Jamal Boykin、1987年4月27日-）は、アメリカ合衆国カリフォルニア州出身のプロバスケットボール選手である。ポジションはパワーフォワード、センター。
デューク大学、カリフォルニア大学バークレー校を経てトルコのGaziantepsporに入団、17試合に出場し1試合平均17.5点を挙げた。
その後キプロスのチームを経て、2012年1月、bjリーグ2011-12シーズン途中に岩手ビッグブルズに入団。出場した24試合全てで先発出場し、1試合平均10.7点、リバウンド6.9本を挙げた。シーズン終了後に契約満了となり退団した。
2015年7月、仙台89ERSと契約する。
バスケットボール選手のルーベン・ボイキンは兄。